# Jezersko (Slovenië)
Jezersko (officieel: Občina Jezersko; Duits: Gemeinde Seeland) is een gemeente in de Sloveense regio Koroška. Voor 1918 behoorde Jezersko tot het Hertogdom Karinthië. Jezersko telt 638 inwoners (2002).

## Plaatsen in de gemeente
Spodnje Jezersko, Zgornje Jezersko
Bled · Bohinj · Cerklje na Gorenjskem · Gorenja vas-Poljane · Jesenice · Jezersko · Kranj · Kranjska Gora · Naklo · Preddvor · Radovljica · Šenčur · Škofja Loka · Tržič · Železniki · Žiri · Žirovnica
1. ↑  "Prebivalstvo po starosti in spolu, občine, Slovenija, polletno". Statistični urad Republike Slovenije. Geraadpleegd op 18 april 2021.